# Агирре, Бриан
Бриан Николас Агирре (исп. Brian Nicolás Aguirre; род. 6 января 2003, Гранадеро-Байгоррия, Санта-Фе) — аргентинский футболист, нападающий клуба «Ньюэллс Олд Бойз».

## Клубная карьера
Агирре — воспитанник клуба «Ньюэллс Олд Бойз». 27 апреля 2021 года в матче против «Химнасия Ла-Плата» он дебютировал в аргентинской Примере. 8 мая 2023 года в поединке против «Тигре» Брайан забил свой первый гол за «Ньюэллс Олд Бойз». 

## Международная карьера
В 2023 году в составе молодёжной сборной Аргентины Агирре принял участие в молодёжном чемпионате Южной Америки в Колумбии. На турнире он сыграл в матчах против сборных Бразилии, Колумбии, Парагвая и Перу. В том же году Агирре принял участие в домашнем молодёжном чемпионате мира. На турнире он сыграл в матчах против команд Узбекистана,  Новой Зеландии и Нигерии. В поединке против новозеландцев Брайан забил гол.